# Пятницкое (Измалковский район)
Пятницкое — село в Измалковском районе Липецкой области России.
Входит в состав Пятницкого сельсовета, являясь его единственным населённым пунктом.

## География
Село находится по обеим сторонам реки Быстрая Сосна, в которую на территории села впадает река Пересенка. Через село по его улице Первомайской проходит автодорога Р-119.
На северо-востоке Пятницкого расположены лес Ясенок и Съезжий лес.

### Улицы
| - ул. Ветеранов - ул. Клубная - ул. Мира - ул. Первомайская - ул. Полевая - ул. Черкасская - ул. посёлок Рабочий | - пер. Заречный - пер. Зелёный |

## История
В 2004 году постановлением Липецкого облсовета от 18 ноября 2004 года № 638-пс было принято решение об объединении слобод Пятницкая и Черкасская в село Пятницкое.
Постановлением правительства РФ от 6 июня 2005 г. № 354 вновь образованному селу присвоено наименование Пятницкое.

## Население
| 2010 | 2012 | 2013 | 2014 | 2015 | 2016 | 2017 |
| ---- | ---- | ---- | ---- | ---- | ---- | ---- |
| 695  | →695 | ↗701 | ↗703 | ↘684 | →684 | →684 |
| 2018 | 2021 |      |      |      |      |      |
| ↘675 | ↘659 |      |      |      |      |      |